# Gerardo Sofovich
Gerardo Andrés Sofovich (Buenos Aires, 18 de marzo de 1937-Buenos Aires, 8 de marzo de 2015) fue un director, guionista, productor teatral, cinematográfico y de televisión argentino. También fue conductor televisivo y en oportunidades participó como actor.

## Trayectoria

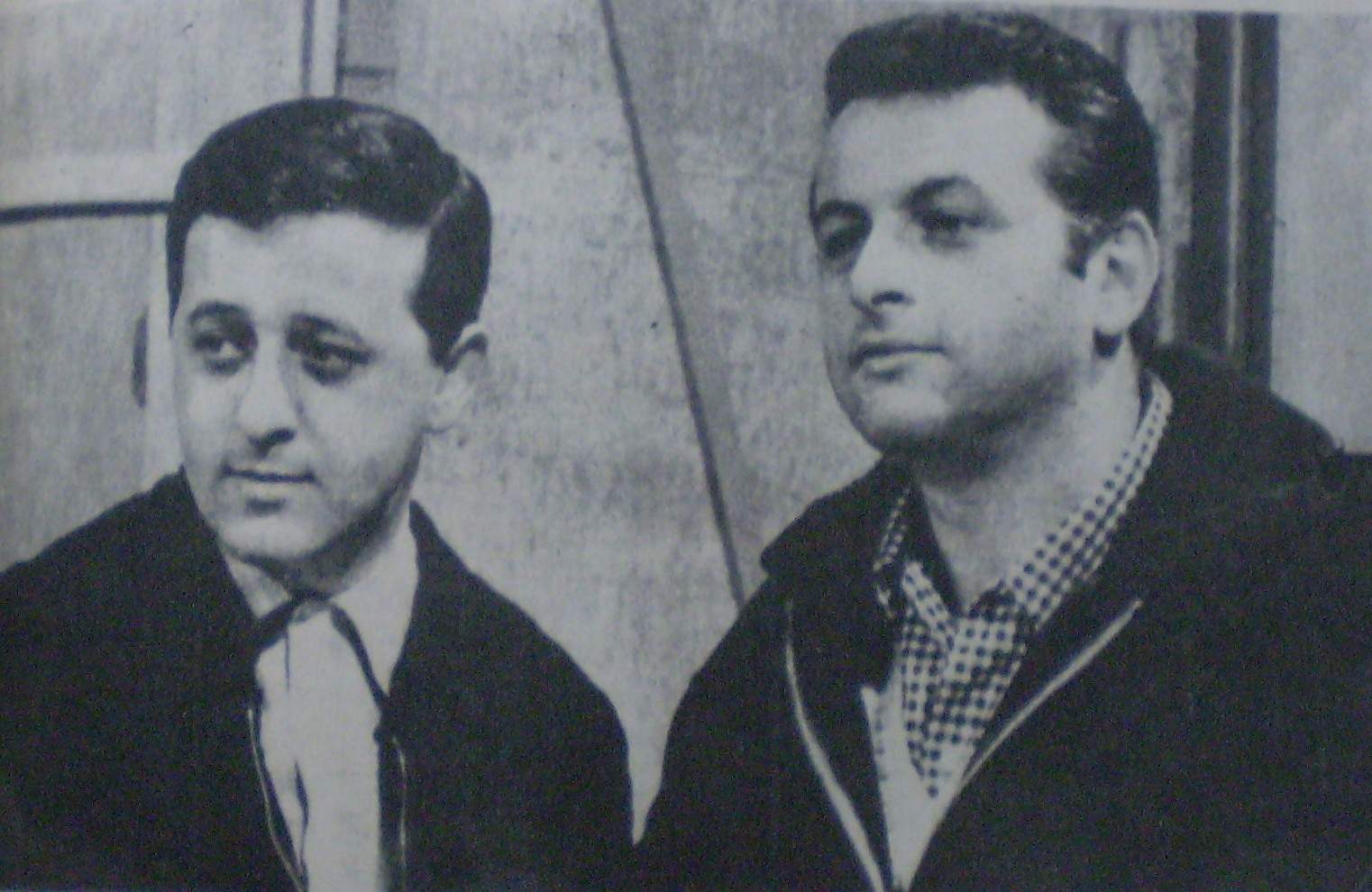
Gerardo (derecha) junto a su hermano Hugo Sofovich en 1970.

Inició su carrera artística a principios de la década de 1960 como guionista y director de televisión junto a su hermano Hugo Sofovich. Entre sus creaciones se destacan Operación Ja-Já, Polémica en el bar —con la participación de Fidel Pintos, Alberto Olmedo, Javier Portales, Jorge Porcel, Julio de Grazia, Vicente La Russa, Mario Sánchez, Adolfo García Grau, Mario Sapag, Rolo Puente y Juan Carlos Altavista interpretando a Minguito— y La Peluquería de Don Mateo.
Fue extensa su trayectoria como conductor de televisión. Comenzó en 1973 con el periodístico Las dos campanas; en 1980 Semananueve, y desde 1987 hasta 2013 La noche del domingo. En 2007 condujo Sin límite SMS —programa de entretenimiento— y el magazine A la manera de Sofovich, por Canal 9. Integró el jurado de Bailando por un sueño, conducido por Marcelo Tinelli en Canal 13, durante la temporada 2008.
Fue un prolífico director y autor cinematográfico. Algunos críticos calificaron a la mayoría de sus películas como chabacanas, aunque batieron récords de recaudación.
Sus principales figuras en casi todos sus filmes fueron los cómicos Alberto Olmedo y Jorge Porcel junto a las vedettes Moria Casán y Susana Giménez.
En 1983 y 1984 incursionó como actor en las películas El desquite y En retirada, bajo la dirección de Juan Carlos Desanzo.
El domingo 25 de septiembre de 2011 se despidió de su programa La noche del domingo y de su carrera en televisión, sin embargo en 2014 volvió a la televisión de aire de la mano de Los 8 escalones de El Trece, conducido por Guido Kaczka, siendo el programa del 1 de marzo de 2015 su última aparición.

### Teatro
Produjo obras teatrales en las ciudades de Buenos Aires, Mar del Plata y Villa Carlos Paz.
En los últimos años, algunas de esas obras fueron encabezadas por Florencia de la V y Nazarena Vélez. Sin embargo, Una familia poco normal, una de las mejores comedias de su carrera, fue protagonizada por la vedette y conductora Moria Casán, que llevó a que sea un éxito durante toda la temporada de verano.
Durante 2009 se produjo la desvinculación con las actrices Nazarena Vélez y Florencia de la V, lo que generó polémicas en los programas dedicados al espectáculo.

### Función pública
En 1989 el presidente Carlos Menem nombró a Gerardo Sofovich como coordinador del zoológico de la ciudad de Buenos Aires, con el objetivo final de privatizarlo. La concesión se concretó en 1991, y no sin escándalo, ya que Sofovich era uno de los accionistas de la empresa que había ganado la licitación. Al poco tiempo vendió su participación.
A mediados de 1991 y todo 1992, también durante la presidencia de Carlos Menem, fue designado interventor de Argentina Televisora Color. Bajo su dirección introdujo varios programas producidos por él mismo. Fue procesado por "supuesta administración fraudulenta" y sobreseído cuando la causa prescribió en 2006. La acusación consistió en que, mientras dirigía o controlaba el canal, cobró importantes sumas siendo el principal productor de programas televisivos. Al finalizar su mandato, ATC S.A. debió presentarse en concurso preventivo, denunciando un pasivo de más de 70 millones de dólares, por ante el Juzgado Nacional en lo Comercial 26.

## Vida privada
Gerardo Sofovich era hijo del periodista Manuel Sofovich y de Rebeca Levis (1912-?), y hermano de Hugo Sofovich. Estuvo en pareja con la actriz Carmen Morales quien tuvo a su único hijo Gustavo, nacido el 18 de marzo de 1968. Debido a un accidente padecido en su infancia Sofovich había perdido una pierna, por lo que utilizaba una prótesis. Asimismo ostentaba el récord de operaciones de angioplastia para un paciente en Argentina, con doce intervenciones de este tipo a lo largo de su vida. Desde 1992 Sofovich era atendido por el Dr. Luis de la Fuente, reconocido cirujano cardiovascular en el país.

## Fallecimiento
Murió el 8 de marzo de 2015 a los 77 años en la Clínica Suizo Argentina, producto de un choque hipovolémico provocado por una hemorragia digestiva grave. Sufría una infección pulmonar producida por una hemorragia interna que se complicó durante los meses de enero y febrero de 2015 por lo que también estuvo grave. Como consecuencia de las complicaciones de salud tuvo que ser internado durante dos semanas a fines del año 2014, se especula que su internación se encuentra relacionada con su adicción al cigarrillo, que padecía desde los trece años. Su hijo Gustavo fue quien lo confirmó pasadas las 10:00 de la mañana.
"No le tengo miedo a la muerte", le dijo a Nelson Castro en una de sus últimas entrevistas.

## Filmografía

### Como autor y director
- Los caballeros de la cama redonda (1973)
- Los doctores las prefieren desnudas (1973)
- Los vampiros los prefieren gorditos (1974)
- La guerra de los sostenes (1976)
- Las muñecas que hacen ¡pum! (1979)
- La noche viene movida (1980)
- Camarero nocturno en Mar del Plata (1986)
- Las minas de Salomón Rey (1986)
- Johny Tolengo, el majestuoso (1987)
- Me sobra un marido (1987)

### Como actor
- El desquite (1983)
- En retirada (1984)
- Camarero nocturno en Mar del Plata (1986)
- Me sobra un marido (1987)

## Programas de TV

### Como conductor
- El Pacto (Magazine T.V)
- La noche del sábado
- La noche del domingo
- Hoy estamos de Remate
- Hacete la América
- Tiempo límite
- Sin límite
- A la manera de Sofovich
- Polémica en el bar
- Sofovich hace memoria
- Gerardo a las 8
- Esporádicamente Tribuna caliente, Intrusos en el espectáculo y Los profesionales de siempre.

### Como autor y productor
- Polémica en el bar

### Como personal - participante
- Los 8 escalones
- Bailando por un sueño

## Reconocimientos

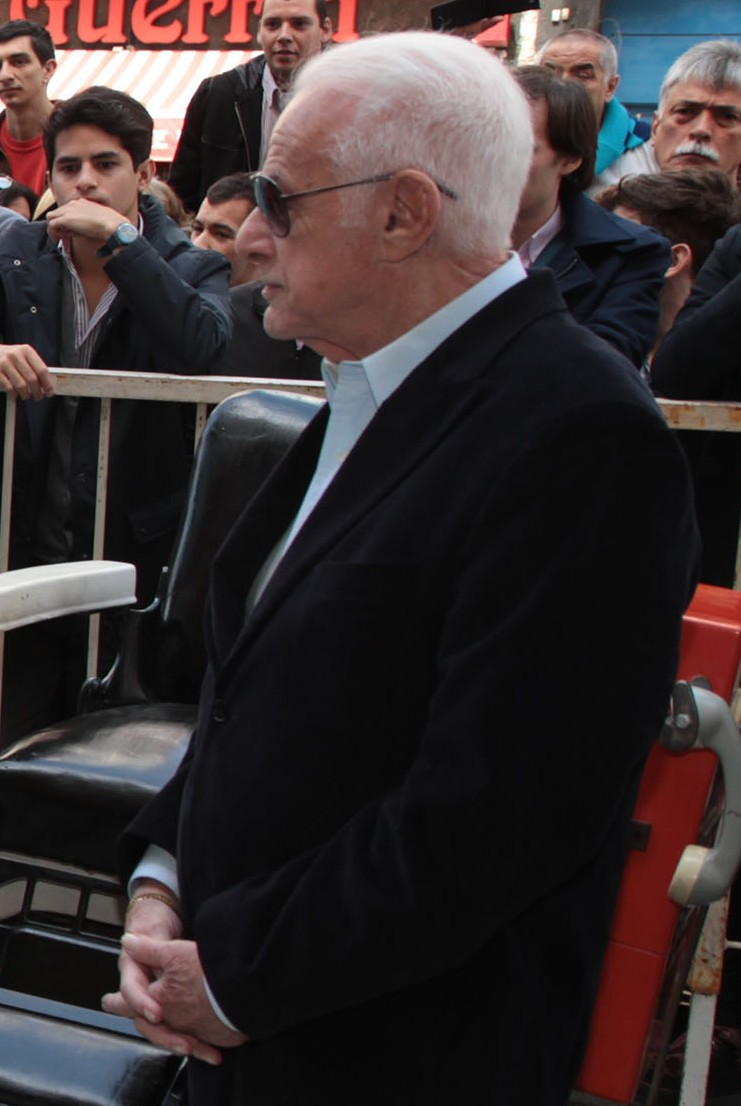
Gerardo Sofovich en 2013.

A principios de septiembre de 2012 fue nombrado personalidad destacada de la cultura porteña.
Hasta su fallecimiento condujo Sofovich hace memoria, todos los miércoles, por el canal de cable Crónica TV, un programa en donde se recordaban todos sus éxitos en cine y televisión.
El 15 de mayo de 2016, en la entrega de los Premios Martín Fierro, su hijo Gustavo recibió el Martín Fierro Honorífico para Gerardo Sofovich.